# Маслянит
Маслянит — название советских/российских антифрикционных полимерных композиционных материалов, обладающих эффектом самосмазывания. Материалы используются для производства изделий, работающих в узлах трения машин и механизмов в интервале температур от минус 50° до плюс 120° С на воздухе, в воде и в масле.

## История
В 1961 году группа изобретателей под руководством доктора технических наук, профессора Новочеркасского политехнического института А. А. Кутькова создала первый материал «Маслянит». В 1974 году создано ОКТБ «Орион», где разработаны многочисленные антифрикционные композиционные материалы.
В 1979 году в книге «Открытия советских ученых» писали:
«Маслянит-Д открыл невиданные возможности перед гидростроителями. Так, скользящие направляющие гидрозатворов до сих пор изготовлялись из лигнофоля либо текстолита. Коэффициент трения текстолита — 0,25. У маслянита-Д он составляет всего 0,07, то есть в 3 раза меньше. Это значит, что на подъём затвора теперь расходуется в 3 раза меньше электроэнергии. Ремонт затвора с маслянитовыми скользящими направляющими отодвигается на долгие годы. Проекты высоконапорных гидрозатворов из маслянита разработаны для Усть-Илимской, Зейской, Саяно-Шушенской, Андижанской ГЭС и др.»

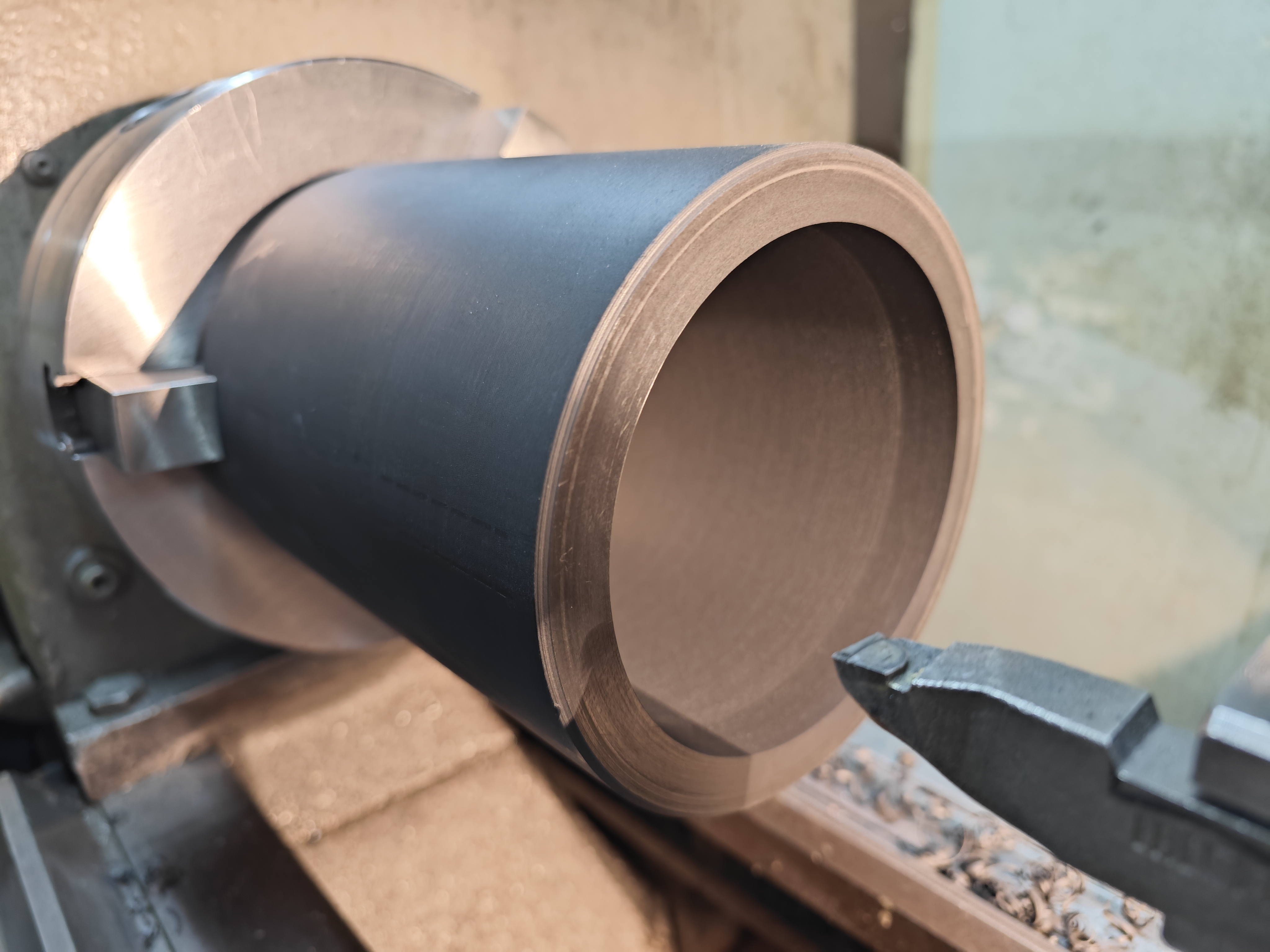
Резание материала Маслянит на токарном станке